# Ґай (Вишковський повіт)
Ґай (пол. Gaj) — село в Польщі, у гміні Забродзе Вишковського повіту Мазовецького воєводства.
Населення — 329 осіб (2011).
У 1975-1998 роках село належало до Остроленцького воєводства.

## Демографія
Демографічна структура станом на 31 березня 2011 року:
|          | Загалом | Допрацездатний вік | Працездатний вік | Постпрацездатний вік |
| -------- | ------- | ------------------ | ---------------- | -------------------- |
| Чоловіки | 186     | 41                 | 141              | 4                    |
| Жінки    | 143     | 21                 | 79               | 43                   |
| Разом    | 329     | 62                 | 220              | 47                   |